# Samoana ganymedes
Samoana ganymedes é uma espécie de gastrópode da família Partulidae.
É endémica da Polinésia Francesa.